# Jacques Adrien Sauzay
Jacques Adrien Sauzay, född 16 februari 1841 i Paris, död 24 november 1928 i Paris, var en fransk landskapsmålare. 
Jacques Adrien Sauzay utsågs till riddare av Hederslegionen i dekret av den 11 oktober 1906.